# ادروفونیوم
کاربردهای این دارو شامل آنتاگونیست کورار ،داروی کمکی در تشخیص میاستنی گراویس ،افتراق بین حملات میاستنیک و حملات کولینرژیک ،تاکیکاردی پاروکسیسمال فوق بطنی است. این دارو در مواردی همچون انسداد مکانیکی دستگاه گوارش یا ادراری ، برادیکاردی ، هیپوتانسیون ، هیپرتیروءیدیسم ،حساسیت به داروهای آنتی کولین استراز ،حساسیت به سولیفت‌ها منع مصرف دارد.